# Château de l'Émir
Le château de l'Émir est un édifice situé à Langoëlan en France.

## Localisation
Le château est situé sur le territoire de la commune de Langoëlan, rue de Maner Bihan, dans le département du Morbihan en région Bretagne.

## Description
Le château est entouré d'un vaste jardin enclos donnant à la sortie nord du village sur la route menant de Guémené-sur-Scorff à Rostrenen, la demeure est ouverte sur quatre côtés. La façade principale est orientée vers l'est et la route départementale. La maison est séparée de la route par une grille ornée de l'initiale H (Haïk), et de la ferme au nord par une clôture végétale. La maison est édifiée en moellon enduit d'un faux appareil en pierre de taille (est et sud). Au nord-est du corps principal, une avancée couverte en terrasse est dotée de deux étages carrés (au lieu d'un seul pour le corps principal), et communique par une galerie découverte avec la partie la plus originale et remarquable de l'édifice : une tourelle circulaire montant de fond sur l'angle posée sur quatre colonnes de béton ; construite en brique et béton, elle a deux étages carrés surmontés d'un niveau ouvert formant belvédère couvert d'un dôme cimenté. L'élévation antérieure adopte des formes variées d'ouverture à chaque niveau, au contraire des élévations latérales à fenêtres rectangulaires à linteau à clé saillante et à retombées latérales. L'élévation postérieure est complexe et consiste en une véranda couverte surmontée d'une serre : la partie sud du volume de cette façade postérieure est évidée au niveau du rez-de-chaussée et de l'étage de soubassement ; sur un étage de soubassement, le rez-de-chaussée surélevé est accessible par un escalier couvert latéral et donne sur une terrasse couverte, alors qu'au premier étage, le balcon couverte d'une verrière communique avec une pièce à claire-voie aujourd'hui en partie reconstruite en parpaings.

## Historique
La demeure, nommée Ar Maner Bihan, est surnommée château Haïk du nom de son commanditaire, Albert Haïk, entrepreneur de travaux publics parisien (ou négociant à Paris selon les sources), construction entreprise à la demande de son épouse Marie-Louise Le Nouveau, originaire de Langoëlan, probablement entre 1920 et 1930. Occupée par les allemands durant la Seconde Guerre mondiale, elle est laissée à l'abandon à la fin du XXe siècle, puis aujourd'hui en cours de restauration.
Le château est inscrit à l'inventaire général du patrimoine culturel.

## Galerie

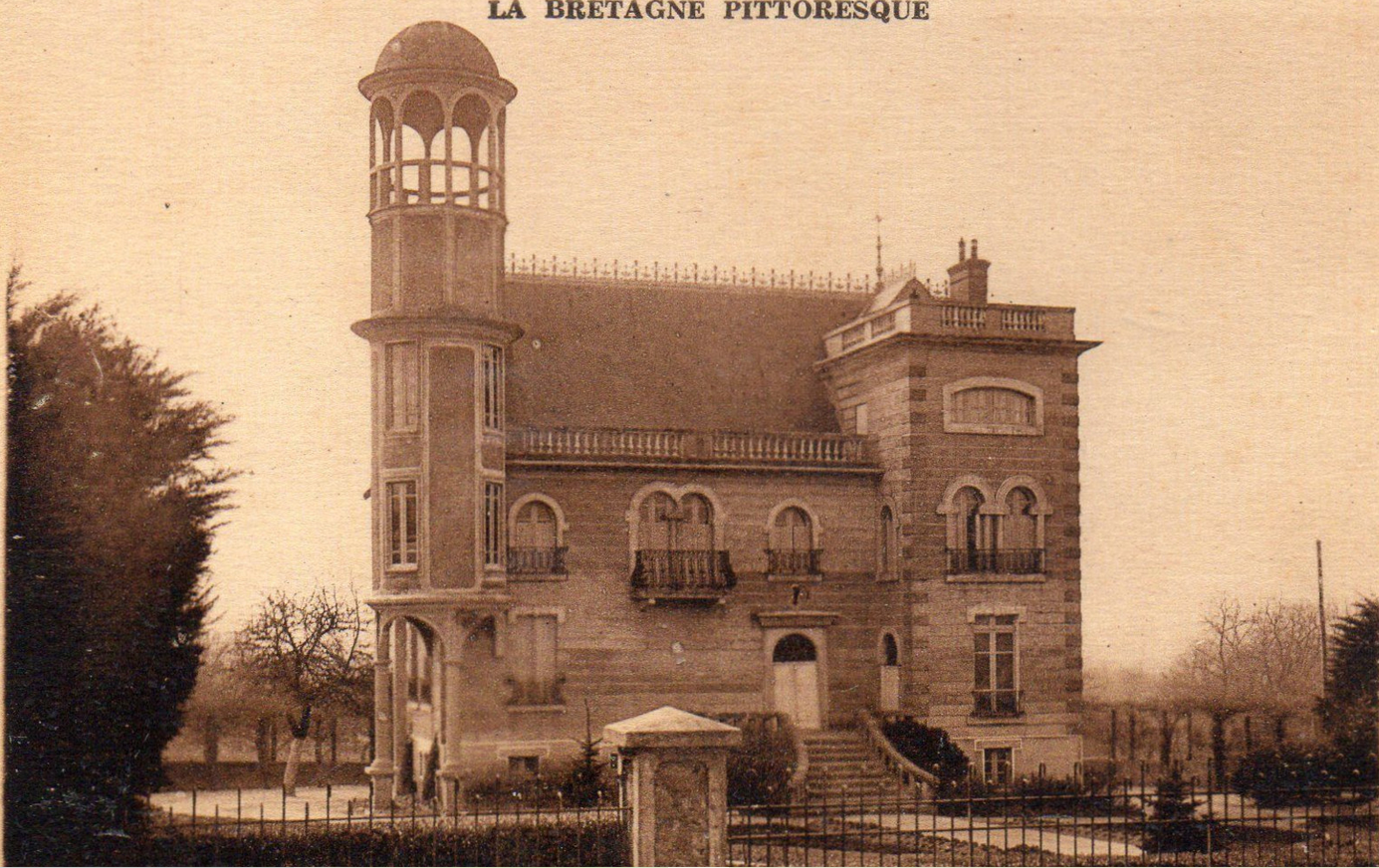
Le château de l'Émir au début du XXe siècle.